# Tamsin Lewis
Pour les articles homonymes, voir Lewis.
Tamsin Lewis, née à Exeter le 6 juillet 1979, est une triathlète professionnelle britannique, vainqueur sur distance Ironman.

## Palmarès triathlon
Le tableau présente les résultats les plus significatifs (podium) obtenus sur le circuit national et international de triathlon depuis 2010,.
| Année | Compétition               | Pays        | Position           | Temps           |
| ----- | ------------------------- | ----------- | ------------------ | --------------- |
| 2014  | Ironman Royaume-Uni       | Royaume-Uni | Médaille d'or      | 9 h 52 min 12 s |
| 2013  | Ironman 70.3 Pays d'Aix   | France      | Médaille d'argent  | 4 h 29 min 29 s |
| 2013  | Ironman 70.3 Pescara      | Italie      | Médaille d'argent  | 4 h 33 min 39 s |
| 2013  | Triathlon XL de Gerardmer | France      | Médaille d'argent  | Timing          |
| 2012  | TriStar111 Mallorca       | Espagne     | Médaille d'argent  | Timing          |
| 2012  | Norwich Triathlon         | Royaume-Uni | Médaille d'or      | 2 h 13 min 11 s |
| 2011  | TriStar111 Mallorca       | Espagne     | Médaille d'argent  | 4 h 12 min 22 s |
| 2011  | Triathlon Volcano         | Espagne     | Médaille de bronze | 2 h 14 min 5 s  |
| 2011  | Triathlon EDF Alpe d'Huez | France      | Médaille de bronze | 6 h 47 min 25 s |
| 2010  | Ironman 70.3 Royaume-Uni  | Royaume-Uni | Médaille d'argent  | 4 h 55 min 42 s |